# New Port Richey
New Port Richey är en stad (city) i Pasco County, i delstaten Florida, USA. Enligt United States Census Bureau har staden en folkmängd på 14 961 invånare (2011) och en landarea på 11,7 km².